# Kabinett Godmanis I
Das Kabinett Godmanis I war die erste Regierung Lettlands nach der Unabhängigkeit 1990. Es amtierte vom 7. Mai 1990 bis zum 3. August 1993.

## Kabinettsmitglieder
| Ressort                                | Name               | Partei                           | Partei    | Amtszeit                            |
| -------------------------------------- | ------------------ | -------------------------------- | --------- | ----------------------------------- |
| Ministerpräsident                      | Ivars Godmanis     |                                  | LTF       | 7. Mai 1990 – 3. August 1993        |
| stellvertretender Ministerpräsident    | Arnis Kalniņš      |                                  | parteilos | 11. Mai 1990 – 13. November 1991    |
| stellvertretender Ministerpräsident    | Ilmārs Bišers      |                                  | LTF       | 7. Mai 1990 – 13. November 1991     |
| Verteidigungsminister                  | Tālavs Jundzis     |                                  | LTF       | 19. November 1991 – 3. August 1993  |
| Minister für Architektur und Bauten    | Aivars Prūsis      |                                  | parteilos | 16. Mai 1990 – 3. August 1993       |
| Außenminister                          | Jānis Jurkāns      |                                  | LTF       | 22. Mai 1990 – 10. November 1992    |
| Außenminister                          | Georgs Andrejevs   |                                  | LC        | 10. November 1992 – 3. August 1993  |
| Wirtschaftsminister                    | Jānis Āboltiņš     |                                  | parteilos | 11. Mai 1990 – 13. November 1991    |
| Minister für Wirtschaftsreformen       | Arnis Kalniņš      |                                  | parteilos | 19. November 1991 – 12. Januar 1993 |
| Minister für Wirtschaftsreformen       | Aivars Kreituss    |                                  | parteilos | 19. Januar 1993 – 3. August 1993    |
| Energieminister                        | Auseklis Lazdiņš   |                                  | parteilos | 15. Mai 1990 – 13. November 1991    |
| Finanzminister                         | Elmārs Siliņš      |                                  | parteilos | 14. Mai 1990 – 18. Mai 1993         |
| Innenminister                          | Aloizs Vaznis      |                                  | parteilos | 4. Juni 1990 – 20. November 1991    |
| Innenminister                          | Ziedonis Čevers    |                                  | parteilos | 20. November 1991 – 3. August 1993  |
| Kulturminister                         | Raimonds Pauls     |                                  | parteilos | 16. Mai 1990 – 3. August 1993       |
| Landwirtschaftsminister                | Dainis Ģēģers      |                                  | LTF       | 15. Mai 1990 – 4. Mai 1993          |
| Minister für materielle Ressourcen     | Edgars Zausājevs   |                                  | LTF       | 15. Mai 1990 – 13. November 1991    |
| Minister für Außenhandel               | Edgars Zausājevs   | 19. November 1991 – 3. März 1993 | LTF       |                                     |
| Staatsminister für Forstwirtschaft     | Kārlis Bans        |                                  | parteilos | 3. August 1990 – 19. November 1991  |
| Minister für Forstwirtschaft           | Kazimirs Šļakota   |                                  | parteilos | 19. November 1991 – 3. August 1993  |
| Industrieminister                      | Jānis Oherins      |                                  | parteilos | 5. Juni 1990 – 13. November 1991    |
| Minister für Industrie und Energie     | Aivars Millers     |                                  | parteilos | 19. November 1991 – 3. August 1993  |
| Minister für Kommunikation             | Pēteris Videnieks  |                                  | parteilos | 22. Mai 1990 – 13. November 1991    |
| Verkehrsminister                       | Jānis Janovskis    |                                  | parteilos | 15. Mai 1990 – 11. Januar 1992      |
| Verkehrsminister                       | Andris Gūtmanis    |                                  | parteilos | 4. März 1992 – 3. August 1993       |
| Sozialminister                         | Uldis Gundars      |                                  | parteilos | 18. Mai 1990 – 13. November 1991    |
| Bildungsminister                       | Andris Piebalgs    |                                  | LTF       | 18. Mai 1990 – 3. August 1993       |
| Justizminister                         | Viktors Skudra     |                                  | LTF       | 5. Juni 1990 – 18. Mai 1993         |
| Handelsminister                        | Armands Plaudis    |                                  | parteilos | 15. Mai 1990 – 13. November 1991    |
| Gesundheitsminister                    | Edvīns Platkājis   |                                  | parteilos | 16. Mai 1990 – 13. November 1991    |
| Minister für Fischerei                 | Gunārs Zakss       |                                  | parteilos | 3. August 1990 – 13. November 1991  |
| Minister für Regierungsangelegenheiten | Kārlis Līcis       |                                  | parteilos | 16. Mai 1990 – 13. November 1991    |
| Minister für Meeresangelegenheiten     | Andrejs Dandzbergs |                                  | parteilos | 19. November 1991 – 3. August 1993  |
| Minister für Wohlfahrt                 | Teodors Eniņš      |                                  | LTF       | 19. November 1991 – 3. August 1993  |
| Staatsminister                         | Jānis Dinevičs     |                                  | parteilos | 19. November 1991 – 3. August 1993  |

## Koalitionspartner
|  | Partei                     |
|  | -------------------------- |
|  | Lettische Volksfront (LTF) |
|  | Lettlands Weg (LC)         |